# Odilândia
Odilândia é um distrito do município de Santa Rita, no estado brasileiro da Paraíba. A localidade, que tem em torno de 2.700 habitantes, situa-se num platô da bacia do rio Mumbaba e dista 18 km da sede do município, percurso ligado pela  rodovia estadual PB-016, pavimentada.
Economicamente, o distrito é rico em fontes de água mineral e na produção de produtos agrícolas, como cana-de-açúcar, milho, mandioca e frutas, sobretudo abacaxi.
Mesmo com toda sua riqueza aquífera, o pequeno distrito sofre com a falta de abastecimento de água, visto que os habitantes buscam seus próprios galões numa caixa-d'água central onde se utilizam de apenas quatro torneiras para encherem seus galões, baldes, garrafões etc. Além disso, o distrito tem pouquíssimas ruas asfaltadas, sendo em sua maioria de areia fofa típica de tabuleiros.
Etimologicamente, Odilândia provém da junção do nome próprio «Odilon» mais o sufixo «lândia», aportuguesamento do inglês land, que significa «terra, região».